# Cerkno
Cerkno (em italiano:  Circhina; em alemão:  Kirchheim) é um município da Eslovênia. A sede do município fica na localidade de mesmo nome.